# P. Thisted Knudsen
Poul Birger Thisted Knudsen (født 4. april 1904 i Vinderød, død 30. maj 1974 i Ringsted) var en dansk landsretssagfører, folketingmedlem, landstingsmedlem og borgmester.
Han var søn af handelsgartner Hans Knudsen, Frederiksværk (død 1936) og hustru Martha Theodora født Thisted. Han blev i 1937 gift med Agnes (født 1904 i Skanderborg), datter af blikkenslagermester Chr. M Sørensen og hustru Ane Margrethe født Sørensen. Journalisten Karen Thisted er en datter.
Han blev exam.jur. i 1932 og i 1935 sagfører i Ringsted. Han blev landsretssagfører i 1947.
Han var næstformand i Venstres Ungdoms Landsorganisation fra 1935 og formand i 1937. Han var medlem af Ringsted Folketidendes bestyrelse og forretningsudvalg fra 1940; medlem af Ringsted byråd fra 1943; medlem af landstinget 1939-45 og af Folketinget (Ruds Vedby kreds) fra 1945. Han var borgmester i Ringsted fra 1965 til 1974. 
Han blev ridder af Dannebrog i 1964 og begravet på Vinderød Kirkegård.